# Yukitaka Omi
Yukitaka Omi (Tokyo, 15 dicembre 1952) è un ex calciatore giapponese, di ruolo centrocampista.

## Statistiche

### Presenze e reti nei club
| Stagione | Squadra | Campionato | Campionato | Campionato |
| Stagione | Squadra | Comp       | Pres       | Reti       |
| -------- | ------- | ---------- | ---------- | ---------- |
| 1969     | Yomiuri | JPL        | ?          | ?          |
| 1970     | Yomiuri | JPL        | ?          | ?          |
| 1971     | Yomiuri | JRL        | ?          | ?          |
| 1972     | Yomiuri | JSL2       | 18         | 5          |
| 1973     | Yomiuri | JSL2       | 18         | 4          |
| 1974     | Yomiuri | JSL2       | 18         | 3          |
| 1975     | Yomiuri | JSL2       | 18         | 3          |
| 1976     | Yomiuri | JSL2       | 18         | 6          |
| 1977     | Yomiuri | JSL2       | 18         | 3          |
| 1978     | Yomiuri | JSL1       | 18         | 2          |
| 1979     | Yomiuri | JSL1       | 17         | 1          |
| 1980     | Yomiuri | JSL1       | 18         | 2          |
| 1981     | Yomiuri | JSL1       | 18         | 2          |
| 1982     | Yomiuri | JSL1       | 17         | 0          |
| 1983     | Yomiuri | JSL1       | 18         | 0          |
| 1984     | Yomiuri | JSL1       | 18         | 0          |
| 1985-86  | Yomiuri | JSL1       | 12         | 0          |
|          | Totale  |            | 244+       | 31+        |